# Bisdom Saint-Jérôme-Mont-Laurier
Het bisdom Saint-Jérôme-Mont-Laurier (Latijn: Dioecesis Sancti Hieronymi Terraebonae-Montis Laurei) is een rooms-katholiek bisdom met als zetels Saint-Jérôme en Mont-Laurier, in Canada. Het bisdom is suffragaan aan het aartsbisdommen Montréal. 

## Geschiedenis
Het bisdom werd opgericht op 23 juni 1951, als het bisdom Saint-Jérôme, uit delen van het bisdom Mont-Laurier en de aartsbisdommen Montréal en Ottawa. Bisschop Raymond Poisson was sinds 1 juni 2020 tevens bisschop van Mont-Laurier in persona episcopi. Op 1 juni 2022 werd het bisdom samengevoegd met het bisdom Mont-Laurier en kreeg de naam Saint-Jérôme-Mont-Laurier. 

## Parochies
De bisdommen Saint-Jérôme en Mont-Laurier hadden in 2021 samen een oppervlakte van 22.000 km2 en telden 754.000 inwoners waarvan 66,3% rooms-katholiek was.

## Bisschoppen
- Émilien Frenette (5 juli 1951 - 11 juni 1971)
- Bernard Hubert (25 juni 1971 - 27 januari 1977)
- Charles-Omer Valois (10 juni 1977 - 22 januari 1997)
  - Gilles Lussier (hulpbisschop: 23 december 1988 - 7 september 1991)
  - Vital Massé (hulpbisschop: 20 oktober 1993 - 8 september 2001)
- Gilles Cazabon (27 december 1997 - 3 juli 2008)
  - Donald Lapointe (hulpbisschop: 26 oktober 2002 - 30 juli 2011)
- Joseph Paul Pierre Morissette (3 juli 2008 - 21 mei 2019)
- Raymond Poisson (21 mei 2019 - heden; hulpbisschop 1 mei 2012 - 8 september 2015; coadjutor sinds 18 mei 2018; 1 juni 2020 - 1 juni 2022 tevens bisschop van Mont-Laurier)

## Galerij van afbeeldingen

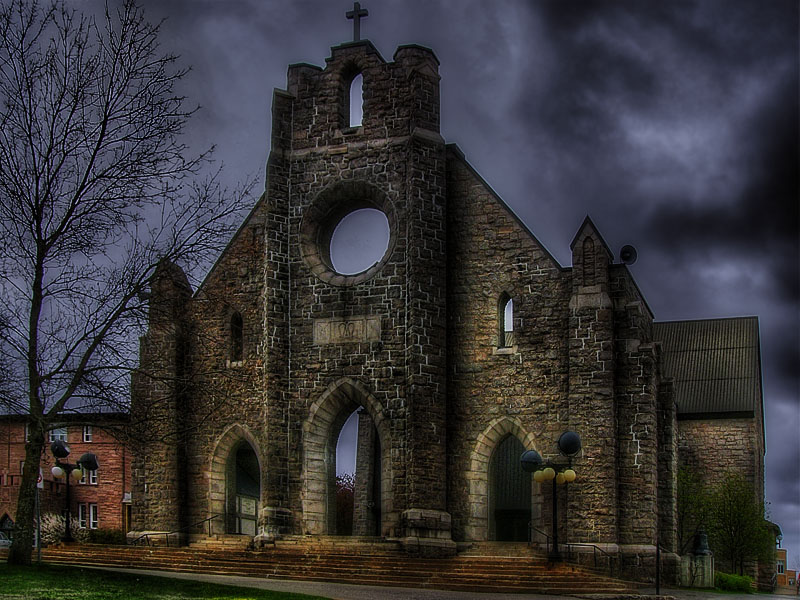
Cokathedraal van Mont-Laurier in 2005; de kathedraal brandde in 1982 af en werd deels herbouwd
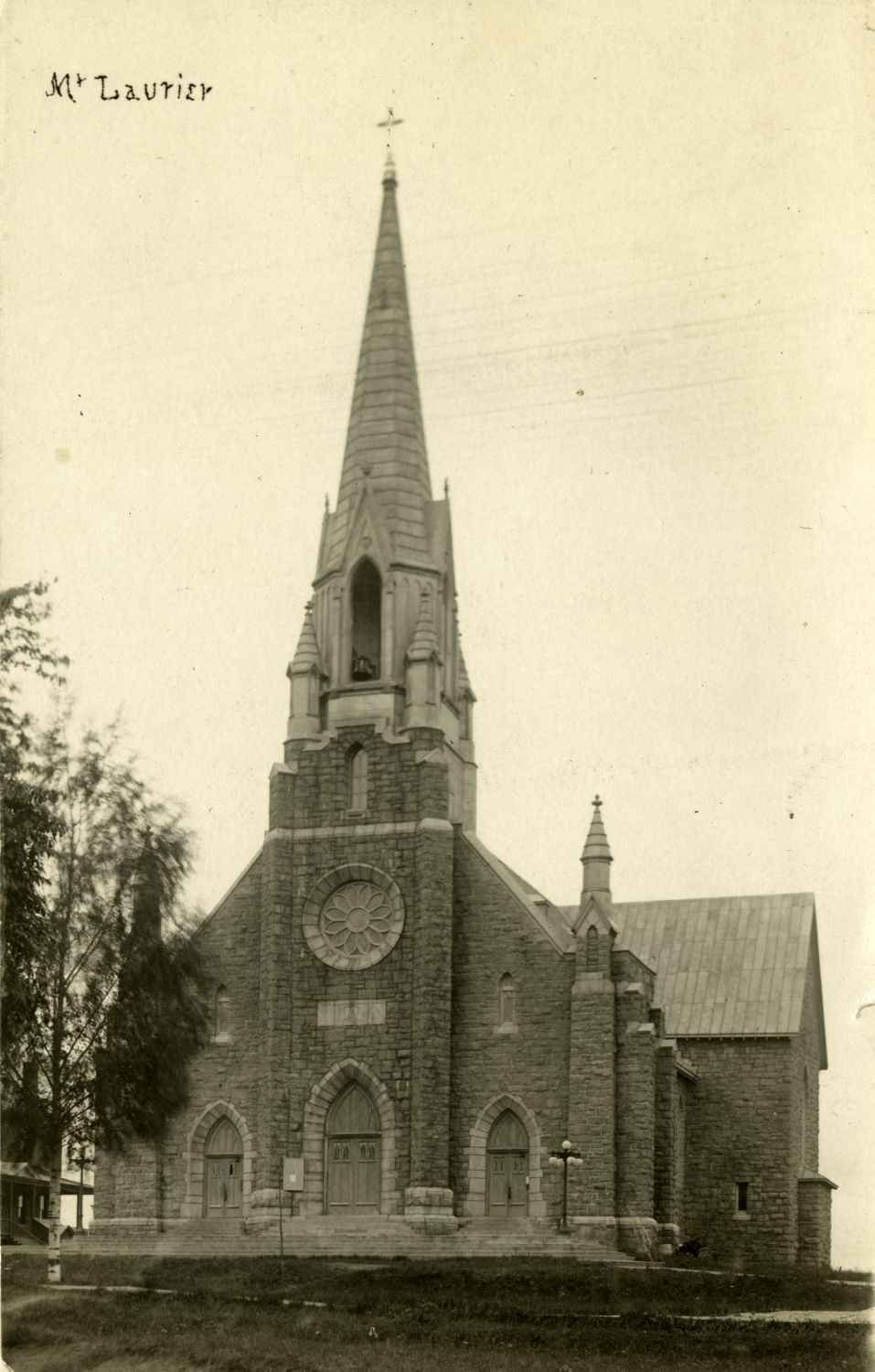
Cokathedraal van Mont-Laurier in 1910

Montréal (aartsbisdom) · Joliette · Saint-Jean-Longueuil · Saint-Jérôme-Mont-Laurier · Valleyfield